# Brooklyn Funk Essentials
Pour les articles homonymes, voir BFE.
Brooklyn Funk Essentials (BFE) est un groupe de jazz/funk/hip-hop composé de musiciens et de poètes, créé en 1993 par le producteur Arthur Baker et le bassiste et directeur musical Lati Kronlud.
Leur premier album, Cool and Steady and Easy (1994) contient la reprise de The Creator Has a Master Plan du saxophoniste Pharoah Sanders. L'album suivant, In The Buzz Bag (1998), comprenait des rythmes et instruments de la musique folk turque, enregistrés en collaboration avec le groupe turc Laço Tayfa.

## Musiciens impliqués
Les musiciens impliqués dans le projet du Brooklyn Funk Essentials sont:
- Joi Cardwell (chanteur)
- Shä-Key (Hanifah Walidah) (chanteuse)
- Papa Dee (chanteur)
- Everton Sylvester (chanteur)
- Ipec Scnot (chanteur)
- Stephanie McKay (chanteur)
- Everton Sylvester (poète)
- David Allen (poète)
- Jazzy Nice (DJ)
- Yuka Honda (synthétiseur)
- Bob Brachmann (trompette)
- Joshua Roseman (trombone)
- Paul Shapiro (saxophone)
- Yancy Drew Lambert (chanteur, batterie)
- E.J. Rodriguez (percussion)
- Lati Kronlund (guitare, basse)
- Yildiran Goz (oud)
- Bob Brockman|"Bassy" Bob Brockman (trompette, flugelhorn)
- Philippe Monrose (percussion)

## Discographie

### Albums
- Stay Good (2019)
- Funk Ain't Ova (2015)
- Watcha Playin' (2008)
- Make Them Like It (2000)
- In the BuzzBag (1998)
- Cool and Steady and Easy (1995)

### Singles
- Mambo Con Dancehall [12"] (2000)
- Mambo Con Dancehall [CD] (2000)
- Make 'Em Like It Sampler (2000)
- Magick Karpet Ride (1999)
- Big Apple Boogaloo (1997)
- Creator Has a Master Plan [Cassette Single] (1995)
- Creator Has a Master Plan [CD Single] (1995)